# Roms Olympiastadion
Roms Olympiastadion, it. Stadio Olimpico, är en idrottsarena i norra Rom. Stadion ingår i Foro Italico-komplexet. Arenan, som rymmer 72 708 åskådare, byggdes om 1987-1990 och fick då en stålkonstruktion, som bär en tekniskt avancerad takkonstruktion. Stadion är femstjärnig enligt Uefas gradering.

## Publikkapacitet
Olimpico rymmer vid fotbollsmatch för närvarande (2015) 72708 åskådare.
Läktarsektionernas kapacitet:
- Tribuna Monte Mario – 16555
- Tribuna Tevere – 16397
- Distinto Sud Ovest – 5747
- Distinto Sud Est – 5637
- Distinto Nord Ovest – 5769
- Distinto Nord Est – 5597
- Curva Sud – 8486
- Curva Nord – 8520

Vid konsert rymmer arenan mellan 75000 och 78000 åskådare.

## Sportevenemang
Arenan var värd vid de Olympiska sommarspelen 1960 samt värd för finalerna vid Europamästerskapet i fotboll 1968 och 1980 samt Världsmästerskapet i fotboll 1990. Roms Olympiastadion är även hemmaarena för Serie A-lagen SS Lazio och AS Roma. Stadion var värd för finalen i UEFA Champions League den 27 maj 2009.